# Ahmed Assiri (général)
Pour les articles homonymes, voir Ahmed Assiri et Assiri.
Ahmed Hassan Mohammad Assiri (en arabe : أحمد حسن محمد عسيري), né le 1959 dans la province d'Asir (Arabie saoudite), est un major général saoudien. 
Il a été un conseiller proche du prince saoudien Mohammed ben Salmane et a été le chef adjoint de l’Al-Mukhabarat al-Aamah, l’agence de renseignement saoudienne.

### Article
- « Mort de Jamal Khashoggi : qui sont les deux hauts responsables saoudiens limogés ? », Le Monde.fr,‎ 20 octobre 2018 (lire en ligne)